# Falcon (personaje)
Falcon (Samuel Thomas "Sam" Wilson), Halcón en español, es un superhéroe ficticio que aparece en los cómics publicados por Marvel Comics. Creado por el escritor-editor Stan Lee y el artista Gene Colan, e introducido en Captain America #117 (septiembre de 1969). Como el superhéroe Falcon, Wilson usa alas mecánicas para volar, y tiene un control telepático y empático limitado sobre las aves. Tras la jubilación de Steve Rogers, Sam se convierte en el nuevo Capitán América y líder de Los Vengadores.
El personaje fue el primer superhéroe afrodescendiente de la compañía. El personaje de Marvel previamente introducido Pantera Negra es africano, originario del país ficticio de Wakanda. Falcon le siguió al primer personaje secundario afrodescendiente de la compañía, el soldado sin-superpoderes de la Segunda Guerra Mundial, Gabe Jones, y al primer personaje secundario regular, Joe Robertson de The Amazing Spider-Man. Falcon debutó casi tres años antes de que apareciera Luke Cage, el primer protagonista afrodescendiente de Marvel, y casi seis años antes del personaje africano de Storm, la primera superheroína de color. Falcon es también el primer superhéroe afrodescendiente que no tiene la palabra "negro", como parte de su nombre de superhéroe, precediendo al Linterna Verde John Stewart por más de 2 años. (El primer personaje afrodescendiente protagonista en los cómics es el pistolero del Viejo Oeste, Lobo, de Dell Comics, e introducido en 1965.)
El sobrino fallecido de Falcon fue el alguna vez compañero de Hulk llamado Jim Wilson, uno de los primeros personajes de cómics con VIH-positivo. El padre de Jim Wilson, Gideon Wilson, pasaría a formar parte de los Gamma Corps. Gideon probablemente sea el hermano mayor de Sam. Sam también tiene padres llamados Paul y Darlene Wilson, una hermana llamada Sarah Casper, un sobrino llamado Jody Toby Casper, y una sobrina sin nombre.
En mayo de 2011, Falcon estuvo en el 96° lugar del Top 100 de los Superhéroes de Cómics, de IGN.
Anthony Mackie ha interpretado a Falcon en las películas del Universo Cinematográfico de Marvel para Captain America: The Winter Soldier (2014), Avengers: Age of Ultron y Ant-Man (2015), Capitán América: Civil War (2016), Avengers: Infinity War (2018) sufrido por el chasquido, Avengers: Endgame (2019), la serie de Disney+, The Falcon and The Winter Soldier (2021) y la próxima película como Capitán América en Capitán America: New World Order (2025).

## Historial de publicaciones
Samuel Thomas Wilson, conocido como Falcon, fue el primer superhéroe afroamericano en los cómics convencionales. El personaje apareció por primera vez en Capitán América #117 (septiembre de 1969).

## Biografía

### Primeros años
Samuel Thomas Wilson nació en Harlem, Nueva York, como el hijo de Paul Wilson, un ministro protestante, y su madre Darlene Wilson. Sam tuvo una infancia feliz y descubrió que tenía una afinidad natural por las aves. Comenzó a entrenar palomas, teniendo el mayor palomar en Harlem. En su adolescencia, sin embargo, sus encuentros con el racismo lo dejaron cansado. Cuando cumplió 16 años, Sam se negó a unirse a la iglesia, creyendo que sus padres profundamente religiosos eran ignorantes por su fe. Para su sorpresa, en lugar de discutir con él, sus padres le proveen de libros sobre diferentes religiones y la teología comparativa. La noche siguiente, sin embargo, el padre de Sam muere tratando de detener una pelea callejera. Dos años más tarde, su madre es asesinada por un asaltante a una cuadra de su casa. Consumido por el dolor y "enfadado con el mundo", Sam le da la espalda a su pasado como un respetado voluntario de la comunidad. Se traslada a Los Ángeles y crea un nuevo personaje: "Snap" Wilson, un criminal profesional y miembro de una pandilla.
Mientras "Snap" estaba en camino hacia "un gran premio en Río de Janeiro", su avión se estrella en la Isla del Exilio (años más tarde, él diría, "Realmente me gustó un poco. Fue el lugar donde conocí a mis dos mejores amigos", refiriéndose a Redwing y al Capitán América). La una vez pacífica isla había sido tomada por los Exiliados, un grupo aspirantes a conquistadores del mundo que habían colaborado con Cráneo Rojo, un supervillano nazi, durante la Segunda Guerra Mundial. Más recientemente, ellos habían sido traicionados por Cráneo Rojo, y se vieron obligados a permanecer ocultos en la isla, esclavizando a los nativos. Wilson encuentra y se hace amigo de Redwing, un halcón con el que siente un fuerte vínculo.

### Transformación en Falcon
Cráneo Rojo utiliza el Cubo Cósmico, una creación que le permite a su usuario modificar la realidad, para fusionar mentalmente a Wilson y a Redwing, creando un "vínculo mental" que, con el tiempo y la concentración, le daría a Wilson grandes poderes sobre todas las aves. A continuación, Cráneo utiliza el Cubo para reescribir el pasado y remover los años que Wilson había pasado con enojo viviendo como "Snap". En esta nueva historia, Wilson era un alegre trabajador social que es atraído a la Isla del Exilio y organiza a los nativos a luchar por su libertad. Steve Rogers (Capitán América) se hace amigo de él en la Isla y convence a Wilson para adoptar una personalidad que inspire a los nativos en su rebelión. Los dos crean al personaje disfrazado de Falcon, y juntos entrenan extensivamente antes de atacar y derrotar a los Exiliados y a Cráneo Rojo. Falcon se convierte en el compañero habitual del Capitán América en su lucha contra el crimen, e incluso adoptó brevemente el uniforme y la identidad del Capitán América cuando se creía que Rogers había muerto.
Más tarde, otra vez como Falcon, Wilson recibe la ayuda de Black Panther, quien crea un arnés para Wilson, dándole la habilidad de volar. Cuando Rogers abandonó brevemente su identidad como el Capitán América, otros tratan de tomar el manto, incluyendo a un joven llamado Roscoe, cuyo mentor es Falcon. Cuando Cráneo Rojo finalmente mata a Roscoe, Rogers vuelve a ser el Capitán América.
Poco después, Cráneo Rojo revela el verdadero pasado de Falcon como "Snap" Wilson, y, sin éxito, intenta utilizar el Cubo Cósmico para que Falcon mate al Capitán América. Ahora, consciente de su pasado, aún decide seguir como un héroe, y es nombrado líder de los Súper Agentes de S.H.I.E.L.D.
Henry Peter Gyrich, el enlace del gobierno de Estados Unidos con los superhéroes, contrata a Falcon, uno de los pocos superhéroes afroamericanos activos, para llenar una cuota racial obligatoria para el venerable equipo de Los Vengadores. Resentido de ser una "muestra", Falcon rechaza la primera oportunidad. Estrena un nuevo traje al enfrentarse al supervillano Taskmaster.

### 2000s
Falcon se convierte en miembro del nuevo equipo de Vengadores unidos para luchar contra la amenaza internacional de Escorpio como una agencia de las Naciones Unidas para el mantenimiento de la paz. Por este punto, Falcon había descubierto que podía extender su vínculo telepático con Redwing, permitiéndole controlar a otras aves y "ver" a través de sus ojos. Él utiliza esta habilidad para espiar a Henry Peter Gyrich (ahora el enlace de Los Vengadores con las Naciones Unidas) y descubre que el Secretario de Defensa de Estados Unidos, el Senador Dell Rusk, ha estado presionando a Gyrich para espiar a Los Vengadores y entregarle sus secretos. Aunque al principio estaban enemistados, Falcon convence a Gyrich para ayudar a Los Vengadores espiando a Rusk, entregándole información falsa, mientras obtenían pruebas para exponerlo. Ellos descubren que Rusk es en realidad Cráneo Rojo, quien ha lanzado un ataque con armas biológicas contra Estados Unidos, intentando utilizar el pánico resultante para ganar control sobre el gobierno de Estados Unidos y comenzar una guerra contra otros países. Falcon es instrumental al derrotar a Cráneo Rojo.
Alrededor de este tiempo, un nuevo "Capitán América" creado en secreto por la Oficina de Inteligencia Naval (O.N.I.) se convierte en prófugo y comienza a destruir cualquier cosa o persona que él vea como una fuente de terrorismo. Para eliminar a este agente (llamado "Anti-Cap"), la O.N.I. filtra información sobre su participación en un proyecto de armas biológicas con la notoria Familia Rivas, poderosos señores cubanos de la droga. La periodista y activista social Leila Taylor investiga este rumor e intenta enviar una muestra del virus a Estados Unidos, pero es detenida por las fuerzas de Estados Unidos en Cuba. Falcon, quien es amigo de Taylor, la saca de prisión e investiga sus afirmaciones, destruyendo el laboratorio de las armas biológicas de la Familia Rivas y obteniendo una muestra del misterioso virus que estaban desarrollando para la O.N.I. Falcon es capaz de llevar a Leila a Estados Unidos (aunque su arnés volador es destruido por un huracán), mientras que el Capitán América sigue las instrucciones de Falcon y recupera la muestra del virus. El Anti-Cap mata el jefe de la Familia Rivas, y persigue a Leila, Falcon y al Cap, intentando obtener una muestra del virus. Después de reunirse, Falcon y el Capitán América son capaces de derrotar al Anti-Cap. Al darse cuenta de que el objetivo de la O.N.I. era eliminar al agente corrupto para ejecutarlo, el Capitán América acuerda para que el Anti-Cap quede encerrado secretamente en la embajada de Wakanda, hasta que la O.N.I. se comprometa a no matarlo.
Ahora que el Capitán América y Falcon poseen tanto al agente corrupto de la O.N.I. como la muestra restante de su virus, la O.N.I. comienza a poner grandes cantidades de presión sobre los héroes. Falcon especialmente es puesto en la mira - él había sacado a Leila de la Custodia Federal, y su historia criminal hizo que fuera más fácil para la O.N.I hacer cargos falsos contra él. Falcon pronto se encuentra a sí mismo huyendo de la O.N.I.
Mientras tanto, la Bruja Escarlata, habiéndose vuelto loca, comienza a utilizar sus poderes para recrear muchos de los grandes retos y tragedias de Los Vengadores. Ella desestabiliza la mente de Falcon, haciéndolo actuar cada vez más como su personaje, "Snap". Él comienza a llevar un arma, mantiene secretos de sus amigos, ataca al novio de Leila, Norman, cuando él protesta que se escondían, y utiliza un rifle para matar a su amigo Robbie Robertson. A pesar de que tuvieron éxito en exponer las actividades ilegales de la O.N.I. y limpiar el nombre de Wilson, los métodos de Sam causaron que su relación con el Capitán América se volviera tensa. Cap discute con Falcon sobre sus recientes acciones, y Falcon, enojado por lo que ve como un ultimátum, termina su asociación. A medida que se alejaban, Norman (culpando a Falcon del final de su relación con Leila) aparece y le dispara a Falcon. El Capitán América es herido por las balas perdidas, e incluso parece que muere. El shock de ver a su mejor amigo aparentemente morir causa que sus acciones tengan un poderoso efecto en Sam, quien renuncia brevemente a ser y Falcon reexamina su vida.
Sam Wilson vuelve a aparecer como Falcon en la historia "House of M" (2005) y en la "Civil War" (2006-2007). En esta última, él apoya al Capitán América luchando contra la Ley de Registro Sobrehumano. Cuando el Cap se ve incapacitado, Falcon asume temporalmente el liderazgo del grupo rebelde de los "Vengadores Secretos". Tras el asesinato del Capitán América por las manipulaciones de Cráneo Rojo, Falcon se registra con el gobierno y se hace responsable de Harlem, a pesar de que sigue en contacto con los Nuevos Vengadores. También se hace cargo de la investigación del asesinato del Cap, localizando al Soldado del Invierno y rastreando a Cráneo Rojo.

### Convertirse en el Capitán América
Falcon aparece en la historia de 2010 Shadowland, tras la cual se convierte en un operativo en la nueva encarnación de Héroes de Alquier en el cómic del mismo nombre. Más tarde, él aparece en la historia de 2012 Avengers vs. X-Men, ayudando a She-Hulk y otros Vengadores para contener a los estudiantes de la Escuela Jean Grey para la Educación Superior.
Durante el relanzamiento de Marvel NOW!, Falcon vuelve con Los Vengadores después de que Iron Man y el Capitán América deciden ampliar la alineación del equipo. Después de que Rogers envejece y se convierte en un anciano, nombra a Wilson como su reemplazo "oficial" como el Capitán América. Durante un enfrentamiento con la hija de Red Skull, Sin, se revela que la identidad "Snap" era un recuerdo falso implantado en Sam por Red Skull en un intento de desacreditar al héroe a través del racismo.
Como parte de la iniciativa 2015 All-New, All-Different Marvel, el Capitán América investigó la desaparición del adolescente mexicano Joaquín Torres después de que fue secuestrado por los Hijos de la Serpiente. Después de luchar contra Armadillo y capturar al líder del grupo de odio, el Capitán América descubrió que Joaquin estaba siendo utilizado en los experimentos de Karl Malus que convirtió a Joaquín en un híbrido pájaro / humano usando el pájaro mascota del Capitán América, Redwing. Cuando Karl Malus fue derrotado, el Capitán América tomó a Joaquín. Cuando se descubrió que la condición híbrida pájaro / humano de Joaquín no era temporal, el Capitán América aprendió a Claire Temple que la condición de Joaquín era permanente debido a que Redwing era vampírico y lucía un factor de curación. Cuando Capitán América fue capturado por la Sociedad Serpiente y arrojado por Viper a la ventana, fue salvado por Joaquín. Utilizando su enlace con Redwing, el Capitán América envió telepáticamente a Joaquín el conocimiento sobre cómo pelear donde se mantuvo firme hasta que aparecieron Misty Knight y Hombre Demolición. Después de que la Sociedad de la Serpiente fue derrotada, el Capitán América le permitió a Joaquín convertirse en su compañero, lo que le permitió convertirse en el nuevo Falcon.
Durante la historia de 2016, "Avengers: Standoff!", Sam, después de derrotar a Green Skull, es contactado por Whisperer (un alias de Rick Jones). Después de conocer a Whisperer, se entera de que S.H.I.E.L.D. nunca descartó el proyecto Kobik como creía. Se reúne con Steve Rogers, donde siguen una pista hacia una ciudad en Connecticut y luego son recogidos por agentes de S.H.I.E.L.D. Luego se encuentra con el Soldado del Invierno y rescata al agente de S.H.I.E.L.D., Avril Kincaid de los Hermanos Sangre, quien les informa sobre una súper arma escondida en la ciudad que el Barón Zemo y los otros villanos están buscando. Luego se dirigen a la bolera donde Kobik usa sus poderes para restaurar a Steve Rogers a su mejor momento cuando estaba a punto de ser asesinado por Crossbones. Comienzan a buscar a Kobik de nuevo solo para descubrir que el Barón Zemo hizo que Fixer inventara un dispositivo que ayudaría a encontrar a Kobik mientras Kraven el Cazador reunía a los villanos para ayudarlos a alcanzar sus objetivos. Al no poder encontrar Kobik con éxito, Steve Rogers decide reunir a los héroes para que puedan llevar la lucha al Barón Zemo. A raíz del incidente, Steve y Sam planean mantener en secreto lo que sucedió en Pleasant Hill.
Después de la historia, "Standoff!", Sam comienza a enfrentar la presión pública para devolver el escudo y el manto del Capitán América a Steve, al igual que María Hill por las consecuencias de sus acciones en Pleasant Hill. Él y Steve comienzan a planear en secreto una forma de hacer que Hill enfrente sus crímenes públicamente. Durante una conferencia de prensa, Sam se encuentra con el mercenario Chance que estaba a punto de matar a Steve en medio de su discurso. Después de derrotarlo, Sam recibe una bienvenida de héroe cuando Steve lo anuncia al público como el Capitán América. Mientras era arrestado, Chance le dice a Sam que estaba en Pleasant Hill y que no estaba de acuerdo con las acciones de los héroes.
Durante la historia de "Civil War II" de 2016, el Capitán América asiste al funeral de War Machine, donde brinda un discurso inspirador. Meses después, Wilson ve una transmisión de televisión sobre del Guerrero Nuevo, el antiguo Rage en una pelea con Americops, una fuerza de policía privada financiada por Keane Industries, en Brooklyn. Con la intención de detener la pelea, Wilson, junto con Redwing y Falcon, intentan contener la situación. Sam logra detener la pelea, aunque no sin luchar contra los Americops, por lo que sabía que los medios lo retratarían negativamente. Cuando se va, es atacado por detrás por U.S. Agent. Después de una breve discusión, el Capitán América y U.S. Agent comienzan a luchar, con U.S. Agent ganando, hasta que Sam lo arrastra a un túnel donde la oscuridad y los grandes búhos cornudos que residen en él le permiten ganar la batalla.
Después de derrotar al agente de EE. UU. Y recibir un argumento de Rage, Wilson regresa a su cuartel general donde decide colocar un pequeño implante en su cerebro que mejorará su capacidad de ver lo que ven los pájaros, lo que le permite transmitirlos a una instalación de almacenamiento de datos que los convierte ellos en imágenes y videos. Decide investigar más a fondo Americops para encontrar pruebas de sus actividades violentas.
Mientras acompañaba a Steve Rogers en una misión para detener el último ataque de Flag-Smasher, Wilson no salva a un senador de ser asesinado por el villano, comprometiendo aún más su imagen pública actual. Posteriormente, se revela que fue Rogers quien la convirtió deliberadamente para creer que es un agente durmiente de Hydra desde la infancia. Utilizando su mayor familiaridad con el escudo, Rogers colocó a Wilson deliberadamente en una posición en la que no podría usar el escudo para salvar al senador, con el objetivo final de desmoralizar a Sam hasta el punto de devolver el escudo a Rogers por su cuenta libre albedrío (no querer matar a Wilson y arriesgarse a crear un mártir).
Después de descubrir que Rage fue arrestado y acusado de robar una casa de empeño que Hombre Montaña Marko y Speed Demon comprometidos, Sam le ofrece ayuda profesional de otros héroes, pero Rage lo rechaza, prefiriendo que él sea quien demuestre su inocencia. Después de consultar con su hermano y Rogers, Sam publica un video en Internet que muestra imágenes de Americops golpeando a Rage, exponiendo sus actividades violentas. Durante el juicio de Rage, un frustrado Sam abandona el tribunal y captura a Speed Demon, quien confiesa su participación y la de Hombre Montaña Marko en el robo de la casa de empeño. Al regresar a la cancha, Misty le dice a Sam que el veredicto ya fue dado. Mientras la gente protesta por el arresto de Rage, Sam hace todo lo posible por calmarlos. Sam deja una carta que explica que está terminando su papel como Capitán América y devolviendo el escudo a Steve Rogers.
Durante la historia del "Imperio Secreto" de 2017, Sam pasó tiempo solo en un desierto y regresa a la ciudad donde descubre la toma de control de Hydra y Steve Rogers es su líder. Sam rescata a una mujer y su hija inhumana de los agentes de Hydra, Sam a regañadientes les ayuda a la seguridad. Se reúne con Misty Knight y Hombre Demoledor y ayuda a contrabandear a otros Inhumanos fuera del país. Él ayuda a Ant-Man a contrabandear a su hija Cassandra Lang, luego rechaza la oferta de unirse a la resistencia clandestina. Cuando Hawkeye y Tony Stark A.I revelan que Kobik fue responsable del cambio de Steve, Sam acepta ayudarlos a sacarlos del país para que puedan encontrar los fragmentos del Cubo Cósmico. Sam lleva al grupo a través de un túnel subterráneo abandonado donde se encuentran con Hombre Topo, con quien Sam logra un acuerdo cuando son atacados por Dreadnoughts enviados por Hydra. Después de cruzar el túnel, el grupo parte en un avión a reacción. Llegan a una mansión donde reside Ultron, ya que él está en posesión del fragmento. Se encuentran con Steve Rogers y sus Vengadores hasta que Ultron los captura. Después de una breve batalla, Ultron les permite irse y le da el fragmento al equipo de Tony. Steve reflexiona que no le preocupa quién obtendrá los fragmentos, ya que tiene un hombre dentro del equipo de Tony Stark AI.
Después de una serie de callejones sin salida, el equipo regresa al escondite, donde Sam se reúne con Misty, hasta que llegan las fuerzas de Hydra y comienzan su asalto a la base. Durante la batalla, Sam ayuda a los otros héroes a proteger a los refugiados y lucha contra Vengadores de Hydra y revivió a Bruce Banner como Hulk hasta que la base explota. A raíz del ataque, Sam aparece de pie sobre los escombros como el Capitán América para inspirar la resistencia a no rendirse. Más tarde se revela que Sam tuvo una conversación con Misty Knight y Rayshaun Lucas, el nuevo Patriota, que lo ha persuadido de volver a asumir el papel del Capitán América, liderando la resistencia y empuñando el escudo redondo original de Rogers como símbolo de esperanza. Sam usa el fragmento del Cubo Cósmico adquirido por la resistencia para ayudar a destruir la cúpula de Darforce que rodea Manhattan y el escudo de defensa planetario, liberando a todos los héroes atrapados. Liberando a todos los Inhumanos encarcelados, el Subterráneo ataca el Capitolio que atrae la atención de Steve Rogers, quien llega con una armadura que funciona con el Cósmico. Durante la batalla final, Sam falsifica la rendición y le da el fragmento a Steve, solo para que Soldado del Invierno intervenga y recupere a Kobik y al verdadero Steve Rogers. El restaurado Steve Rogers logra vencer a Hydra Steve Rogers con el martillo de Thor y Kobik restaura la realidad a la normalidad.

### Regresar como Falcon
Después de tomar el segundo Patriota como su compañero, viajan a Chicago para lidiar con un brote de violencia de pandillas, sin saber que Blackheart se hace pasar por el alcalde de la ciudad.

## Poderes, habilidades y equipo

### Poderes
En sus primeras apariciones, Falcon presenta un estrecho vínculo con su ave, Redwing, el cual, en Captain America #174, es confirmado por el Profesor X como un vínculo empático paranormal. Cráneo Rojo revela más adelante que había utilizado el Cubo Cósmico para crear un "vínculo mental" entre Wilson y Redwing. Falcon recordó la experiencia más tarde, afirmando que "duele como el infierno. Duele el estar mentalmente fusionado con ese halcón. Ser capaz de ver a través de sus ojos".
Falcon finalmente reveló que ha sido capaz de extender este vínculo empático. "Siempre estoy físicamente conectado con Redwing, pero a través de la concentración he aprovechado recientemente otra habilidad. Soy capaz de enlazarme con otras aves. Solo tengo más de seis mil millones de pares de ojos en Estados Unidos". Él utilizó esta habilidad para buscar rápidamente en Nueva York cuando el criminal Scarecrow había secuestrado a dos niños, así como para espiar al Senador Dell Rusk (quien realmente era Cráneo Rojo disfrazado) y a Henry Peter Gyrich. Aparentemente, también es capaz de acceder a la memoria de los pájaros y ver las cosas que habían presenciado en el pasado (aunque las aves tienen un concepto diferente del paso del tiempo, lo que hace que sea difícil para él saber cuando ocurrieron los hechos que presenciaron).
Falcon ha demostrado cierta habilidad para controlar a las aves, como se muestra cuando alistó su ayuda para atacar a Scarecrow, y cuando (malherido y esposado a una pared) convocó telepáticamente a un gran número de diferentes especies de aves de los alrededores para romper a través de una ventana y atacar a Cráneo Rojo.

### Habilidades
Wilson es un hábil combatiente cuerpo a cuerpo, habiendo sido entrenado en Judo y Karate por Steve Rogers. Wilson también es muy hábil en el uso del Escudo del Capitán América. 

### Uniforme y arnés de vuelo
El arnés de vuelo original de Falcon contenía alas de planeador hechas de una aleación ligera de titanio y mylar. Las alas estaban cubiertas con receptores finos de energía solar que convertían la luz solar en electricidad para alimentar unas turbinas eléctricas de alta-velocidad en miniatura, ubicadas en su uniforme y botas. Las alas podían desprenderse y reunirse cibernéticamente. El arnés fue destruido en Captain America and the Falcon #2 (2004). El uniforme estaba hecho de tejido elástico sintético forrado con una malla de aleación de acero.
Después de la destrucción del arnés original, Black Panther suministró a Falcon con un nuevo traje y alas. Una red de emisores en la espalda de Falcon crean una alas holográficas con una envergadura de 15 metros. Una "unidad magnética" proporciona el empuje necesario para que Falcon vuele. El emisor también posee dispositivos de interferencia GPS que impiden la localización por satélite, mientras que las alas interfieren con el seguimiento de infrarrojos. Un entrelazado de vibranium fue añadido al vestuario, haciendo que Falcon sea resistente a armas de fuego pequeñas. Todo el sistema es controlado mentalmente a través de un circuito cibernético ubicado en la máscara de Falcon. Los visores del traje están equipados con diversas capacidades, incluyendo lentes infrarrojos, dándole la capacidad de ver objetos por su firma infrarroja en la noche, capacidad de aumento, y sensores de imagen a distancia que permiten un giro de visión de 360 grados cuando es activado. La capucha también tiene un receptor de banda ancha y un transmisor con un rango no especificado. El traje fue originalmente construido por Black Panther, con modificaciones de Desmond Burrell.

## Otros personajes llamados Falcon

### Joaquin Torres
Como parte de la marca All-New, All-Different Marvel 2015, el Capitán América (Sam Wilson) investigó la desaparición del adolescente mexicano Joaquín Torres después de que fue secuestrado por los Hijos de la Serpiente. El Capitán América descubrió que Joaquin estaba siendo utilizado en los experimentos de Karl Malus que convirtió a Joaquin en un híbrido pájaro / humano usando el pájaro mascota del Capitán América Redwing. Cuando Karl Malus fue derrotado, el Capitán América tomó a Joaquin. Cuando se descubrió que la condición híbrida pájaro / humano de Joaquín no era temporal, el Capitán América supo por Claire Temple que la condición de Joaquín era permanente debido a que Redwing era vampírico y lucía un factor de curación. Cuando el Capitán América fue capturado por la Sociedad de la Serpiente y Viper lo arrojó por la ventana, fue salvado por Joaquín. Utilizando su enlace con Redwing, el Capitán América envío telepáticamente a Joaquin el conocimiento sobre cómo pelear donde se mantuvo firme hasta que aparecieron Misty Knight y Hombre Demoledor. Después de que la Serpent Society fue derrotada, el Capitán América le permitió a Joaquin convertirse en su compañero, lo que le permitió convertirse en el nuevo Falcon.
Durante la historia de "Imperio Secreto", Falcon II e Ironheart se unen a los Campeones cuando se unen al Underground.

### Adrian Toomes
En una historia de 2017, Adrian Toomes desarrolló una versión modificada de su arnés de ala electromagnética que tiene un casco reforzado y alas nano-tejidas, livianas, afiladas como navajas, que respondían a sus órdenes mentales y tomaba el nombre Falcon donde creía que el nombre estar vacante en ese momento. Robó un lugar en East Village donde luchó contra Spider-Man hasta que fueron inmovilizados por un nuevo Trapster que se hizo con el botín de Falcon.

### Carl Burgess
Un personaje similar, no relacionado con el mismo nombre y poderes fue creado en 1939 por el escritor y artista Bill Everett para la compañía predecesora de Marvel Comics, Timely Comics.

## Recepción
Falcon fue nombrado como el 96° héroe más grande del cómic, por IGN, quienes opinaron que su alianza con el Capitán América forma uno de los dúos de héroes más grandes de los cómics.

## Otras versiones
- En la realidad alternativa de un 1983, la historia ¿Qué pasa si?, Sam - bajo su nombre de banda "Snap" - es miembro de una fuerza de rebelión secreta en un fascista estadounidense que ayuda al Capitán América a derrotar a un impostor y llevar a la castigada nación a sus raíces democráticas.
- Sam Wilson / Falcon aparece como uno de los héroes zombificados en el universo de Marvel Zombies. Inicialmente, se encuentra entre los muchos héroes convocados por Nick Fury para luchar contra la infección, pero termina infectado. Después, en Marvel Zombies 3, él, junto con otros personajes cargados de alas (Ángel, Pico y Buitre), atacan Machine Man, Ultron y Yocasta tan pronto como llegan a este universo devastado, pero él y los otros son asesinados rápidamente por Machine Man.
- En Amazing Spider-Girl # 7, que es parte del universo MC2, se reveló que Wilson estaba muerto. Sin embargo, las gemelas Ladyhawk usan atuendos similares a su primer disfraz, desde antes de tener el manto de Falcon o el Capitán América.
- En Marvel MAX impronta la serie de la Máquina de Guerra de Estados Unidos, Wilson apareció junto al Capitán América y Hawkeye; él y Hawkeye sirvieron como respaldo del Capitán América y no usaron disfraces, solo fueron abordados por sus nombres reales. En esta realidad, el Capitán América era en realidad Bucky con el uniforme del Capitán, ya que aquí el Capitán había muerto en su lugar durante la Segunda Guerra Mundial.
- Durante la trama de Secret Wars, una versión alternativa y con alas naturales de Sam Wilson es un miembro del Cuerpo de Thor (que es la fuerza policial de Battleworld). Él y los miembros del Cuerpo de Thor arrestan a Miss América después de que ella viola las leyes de Doom lanzando un Megalodon que atacó a Arcadia lo suficiente como para atravesar el Escudo y terminar en Deadlands.[48]
- Una versión femenina de Sam Wilson (Samantha T. Wilson) sirve como el Capitán América original del universo Spider-Gwen de la Tierra-65. Cuando llegó la Segunda Guerra Mundial, se convirtió en una de las primeras mujeres piloto negras en el ejército de los Estados Unidos. Finalmente, fue reclutada para el Proyecto Renacimiento y fue elegida para someterse al procedimiento cuando los otros candidatos Bucky, Steve Rogers e Isaiah Bradley. Fueron gravemente heridos por agentes nazis. Después de esto, se convirtió en el Capitán América, y luchó contra los nazis. Cuando los nazis intentaron convocar a criaturas de otra dimensión, ella entró en dicha dimensión para contener las fuerzas invasoras, sin envejecer en esta realidad durante casi 75 años. Cuando finalmente los derrotó y regresó a su dimensión doméstica de la Tierra-65, fue reclutada por la directora de S.H.I.E.L.D., Peggy Carter, para continuar su servicio como Capitana América como uno de sus agentes.[49]
- Otra versión de Sam Wilson aparece en el universo Spider-Gwen de la Tierra-65. Él es el clon masculino de Samantha Wilson y también es Falcon de este universo donde trabaja como compañero del Capitán América. Falcon es conocido como Sam 13 y es un experto francotirador-asesino. Él es ayudado por Redwing (que en esta realidad es un halcón robótico) donde Sam 13 lo usó para asalto y reconocimiento. Falcon y Redwing entran en contacto por primera vez con Spider-Woman mientras ella luchaba contra Lagarto.[49]

## En otros medios

### Televisión
- Falcon (junto con Redwing) apareció como un miembro de Los Vengadores en la serie de televisión, The Avengers: United They Stand, con la voz de Martin Roach.
- Falcon, junto con su ave, Redwing aparece en The Super Hero Squad Show, con Falcon con la voz de Alimi Ballard y los efectos vocales de Redwing proporcionados por Steven Blum.[50] En esta versión, es capaz de lanzar sus "plumas" a sus enemigos.
- Sam Wilson / Falcon aparece en The Avengers: Earth's Mightiest Heroes, con la voz de Lance Reddick.[51] Junto a Doc Samson, Falcon es un servidor controlado por la mente de Dell Rusk. Aparece en los episodios "Pesadilla en Rojo", "Código Rojo", y "Vengadores Unidos".
- Sam Wilson / Falcon aparece como uno de los personajes principales de Avengers Assemble con la voz de Bumper Robinson.[52][53] Esta iteración de Sam Wilson es representado como un joven de 17 años de edad, como un operativo de S.H.I.E.L.D., que Tony Stark tenía ojo en él. Cuando los Vengadores fueron juntos para salvar al Capitán América de Red Skull, Sam se le ofreció originalmente la armadura War Machine, pero lo rechazó en favor de la armadura Falcon. Falcon más tarde se pone una nueva versión de su armadura, donde hay una visera en forma de pico sobre los ojos. El paquete de alas es capaz de desprenderse del resto de la armadura para convertirse en "Modo Ala Roja" y volar por sí mismo hasta el punto en que puede azotar encima de los tornados. En la cuarta temporada, Falcon es secuestrado por Kang el Conquistador y pasa años en el futuro trabajando con él para evitar que un agujero negro destruya la Tierra. Cuando regresa al presente, es significativamente mayor y tiene un equipo nuevo que se parece mucho a su equipo en el UCM.
- Sam Wilson / Falcon aparece en Ultimate Spider-Man: Web Warriors, nuevamente interpretado por Bumper Robinson.[54] Aparece en los episodios, "El Hombre Araña Vengador, parte 1 y 2", estando con los Vengadores, al invitar a Spider-Man a su equipo, luego de que Loki y el Doctor Octopus causan estragos y en "Concurso de Campeones, parte 4", solo sale cameo con otros héroes siendo liberados.
- Sam Wilson aparece en la miniserie de Lego Marvel Super Heroes: Maximum Overload, con la voz de Bumper Robinson.
- Falcon aparece en la serie de anime japonés Marvel Disk Wars: The Avengers, con la voz de Kaito Ishikawa en la versión japonesa.
- Sam Wilson / Falcon aparece en Marvel Future Avengers, con la voz de Takuya Eguchi en japonés y de Bumper Robinson en inglés.[55]
- Sam Wilson / Capitán América hace un cameo en el episodio de Moon Girl and Devil Dinosaur, "Today, I Am a Woman".[56]
  - Además, una encarnación original de Falcon llamado Rodney y Redwing aparecen en el episodio "The Devil You Know", con la voz de este último por Bumper Robinson mientras que el primero no tiene diálogo.[57]
- Sam Wilson / Capitán América aparece en Lego Marvel Avengers: Code Red, nuevamente con la voz de Bumper Robinson.[58]
- Sam Wilson / Capitán América aparece en Lego Marvel Avengers: Mission Demolition, con la voz de Ogie Banks.[58]

### Universo Cinematográfico de Marvel
- Anthony Mackie interpreta a Sam Wilson en el Marvel Cinematic Universe:
  - En Captain America: The Winter Soldier (2014),[59][60] ayuda al Capitán América y la Viuda Negra en su misión de detener al antiguo amigo de Rogers, Bucky Barnes / Soldado del Invierno y enfrentar a Hydra, estando dentro de S.H.I.E.L.D. Wilson usa un par de metralletas como sus armas principales y vuela con un paquete de jet con alas articuladas.[61]
  - En Avengers: Age of Ultron (2015)[62] aparece a modo de cameo. Al final, aparece formando con los Vengadores.
  - En Ant-Man (2015)[63] tiene un breve enfrentamiento con Scott Lang. En los poscréditos, el y Rogers tienen a Bucky Barnes capturado.
  - En Capitán América: Civil War (2016)[64][65] forma parte del equipo del Capitán América en su enfrentamiento con Iron Man, para luego ser apresado luego de este y al final fue liberado por el Capitán. Redwing hace una primera aparición como el abejón robótico en forma de pájaro de Falcon.[66]
  - En Avengers: Infinity War (2018),[67] se encuentra junto a Rogers y Romanoff. Al final en la batalla de Wakanda, fue una de las víctimas de la eliminación del universo por Thanos.
  - En el 2019, Avengers: Endgame, es restaurado a la vida por Bruce Banner, y pelea con todos los héroes restaurados a pelear contra Thanos. Después de asistir al funeral de Stark, con ayuda de Banner y Bucky, Wilson transporta a Steve al pasado para devolver las gemas y el Mjolnir a sus respectivos momentos en el tiempo, pero por extrañas circunstancias no regresa. Más tarde, Bucky y Sam vieron a un anciano Steve Rogers en una banca cercana y Sam se acerca a este en donde este le dijo que después de devolver las gemas y el Mjolnir, decidió vivir la vida que Tony todo el tiempo, le pidió buscar. Pero lo único que a Wilson le dolía es que ahora vivirá en un mundo sin el Capitán América. Así que para apaciguar eso Rogers decide entregarle su escudo circular para designarlo como el nuevo Capitán América.
  - La encarnación de Marvel Cinematic Universe de Sam Wilson protagoniza la serie limitada de acción en vivo, The Falcon and The Winter Soldier (2021), con Mackie repitiendo su papel.[68] Wilson continúa trabajando para la Fuerza Aérea de los Estados Unidos seis meses después del Blip cuando se le informa de una organización terrorista llamada Flag Smashers, quienes creen que la vida era mejor durante el Blip mencionado anteriormente. Sin embargo, mientras lucha contra ellos, lucha con la idea de tomar el manto de Rogers y le da el escudo al gobierno, quien a su vez se lo da a John Walker. Después de que Walker pierde a su compañero Battlestar por los Flag Smashers y se embarca en un alboroto asesino, el congreso de los Estados Unidos lo destituye y Wilson recupera el escudo, reclamando el manto del Capitán América antes de derrotar a los Flag Smashers con la ayuda de Barnes.
    - Además, en la serie aparece Joaquín Torres, interpretado por Danny Ramirez.[69] Esta versión es un primer teniente de la Fuerza Aérea de los Estados Unidos y un amigo de Wilson que recibe el traje de alas dañado de este último.

  - Mackie y Ramírez volverán a interpretar sus respectivos papeles como Wilson y Torres, y este último asumirá el papel de Falcon, en la película Captain America: Brave New World (2025).[70][71]

### Videojuegos
- Falcon aparece como un personaje jugable en el videojuego Marvel Super Hero Squad y su secuela Marvel Super Hero Squad: The Infinity Gauntlet, con Alimi Ballard repitiendo su papel.
- Falcon vuelve a ser un personaje jugable en Marvel Super Hero Squad: Comic Combat, con la voz de Ballard.
- Falcon es un personaje jugable en Marvel Super Hero Squad Online.
- Falcon será el héroe reclutable de la "OPS 17: Fantasmas del Pasado" en Marvel: Avengers Alliance
- Falcon aparece como personaje jugable en LEGO Marvel Super Héroes[72] con la voz de Andrew Kishino.
- Falcon aparece en el juego de Facebook Marvel: Avengers Alliance.[73] Aparece en el juego número 17 de Spec Ops basado en los eventos del Capitán América: El Soldado de Invierno.
- La versión del UCM de Falcon aparece como un personaje de Team-Up en Marvel Heroes,[74] con la voz de Bumper Robinson. Una versión alternativa del Capitán América se agrega más tarde al juego.[75]
- Falcon aparece como un personaje jugable en Disney Infinity: Marvel Super Heroes,[76] con Bumper Robinson repitiendo el papel. Las alas de Falcon también están disponibles como un vehículo útil para otros héroes.[77] Falcon también aparece en Disney Infinity 3.0.
- La versión del UCM de Falcon aparece como un personaje jugable en Marvel Future Fight.[78] Una versión alternativa del Capitán América se agrega más tarde para celebrar el 4 de julio.
- Falcon aparece en Lego Marvel's Avengers,[79] interpretado por Anthony Mackie. Está inicialmente disponible en sus diseños Classic y Captain America: The Winter Soldier junto con su apariencia del Capitán América. Falcon de Captain America: Civil War la aparición está disponible a través de DLC.
- Falcon aparece como un personaje jugable en Playmation: Avengers.[80]
- Una versión adolescente de Falcon aparece como un personaje jugable en Marvel Avengers Academy, con la voz de ASAP Rocky.
- Falcon es un personaje jugable en el juego móvil de tres combinaciones Marvel Puzzle Quest. Capitán América se agrega al juego en agosto de 2015.[81]